# Glioksal
Glioksal, etanodial – organiczny związek chemiczny z grupy aldehydów zawierający dwie grupy aldehydowe (−CHO), będący więc najprostszym dialdehydem. Powstaje w reakcji utleniania glikolu lub w wyniku katalitycznego ozonowania benzenu.